# Live at Max's Kansas City
Live at Max's Kansas City es un álbum en vivo de The Velvet Underground. Originalmente fue editado el 30 de mayo de 1972, por Cotillion, una subsidiaria de Atlantic Records.

## Sobre el álbum
A finales de 1969 la banda firmó un contrato por dos álbumes con Atlantic, y lanzó su cuarto disco, Loaded, en septiembre de 1970. Sin embargo en el momento de su lanzamiento Lou Reed (cantante, guitarrista y principal compositor) ya había dejado el grupo. The Velvet Underground siguió adelante con el bajista Doug Yule en voz y guitarra, junto a Walter Powers como bajista.
Esta formación recorrió Estados Unidos y Canadá promocionando Loaded. Mientras la banda aún tenía un contrato para un nuevo LP, componían canciones que se incluirían en un nuevo álbum. Atlantic, sin embargo, había perdido la fe en las perspectivas comerciales de la banda y, con ganas de reducir sus pérdidas después de que las proyecciones del fracaso de Loaded, decidió lanzar una grabación en vivo en su lugar.
Las cintas que más tarde se convertirían Live at Max's Kansas City fueron registradas 23 de agosto de 1970, por Andy Warhol adjunto Brigid Polk en una grabadora portátil de casete. Mientras The Velvet Underground grababa Loaded tocaron durante nueve semanas (24 de junio - 28 de agosto de 1970) en el club nocturno Max Kansas City, con dos sets por noche. Polk grabó casi todo lo que ocurría a su alrededor en ese momento, incluyendo el último concierto de Lou Reed junto a The Velvet Underground. Más tarde ese mismo año, el empleado de Atlantic A & R Danny Fields escuchó las cintas y las presentó a sus superiores, quienes aceptaron las grabaciones y en 1972 decidieron hacer un álbum con ellas.

## Lista de canciones
Todas las canciones compuestas por Lou Reed excepto donde se indica.
Lado A
1. "I'm Waiting for the Man" – 4:00
2. "Sweet Jane" – 4:52
3. "Lonesome Cowboy Bill" – 3:41
4. "Beginning to See the Light" – 5:00

Lado B
1. "I'll Be Your Mirror" – 1:55
2. "Pale Blue Eyes" – 5:38
3. "Sunday Morning" (Reed, John Cale) – 2:43
4. "New Age" – 5:58
5. "Femme Fatale" – 2:29
6. "After Hours" – 2:05

## Reedición de 2004
Disco 1
1. "I'm Waiting for the Man" – 5:50
2. "White Light/White Heat" – 6:07
3. "I'm Set Free" – 5:33
4. "Sweet Jane" (Version 1) – 6:18
5. "Lonesome Cowboy Bill" (Version 1) – 4:41
6. "New Age" – 6:44
7. "Beginning to See the Light" – 5:40

Disco 2
1. "Who Loves the Sun" – 2:17
2. "Sweet Jane" (Version 2) – 5:58
3. "I'll Be Your Mirror" – 3:02
4. "Pale Blue Eyes" – 7:10
5. "Candy Says" – 5:48
6. "Sunday Morning" (Reed, Cale) – 3:48
7. "After Hours" – 2:50
8. "Femme Fatale" – 4:07
9. "Some Kinda Love" – 11:22
10. "Lonesome Cowboy Bill" (Version 2) – 5:00
11. Atlantic release promo (hidden track) – 0:49

## Personal
- Lou Reed – Voz, guitarra rítmica
- Sterling Morrison – Guitarra líder, guitarra rítmica
- Doug Yule – bajo, coros, voz principal en "I'm Set Free", "Lonesome Cowboy Bill", "Who Loves the Sun", "I'll Be Your Mirror", "Candy Says" y "New Age"
- Billy Yule  – Batería